# Zouglou Dance (Joie de vivre)
Singles de Magic System
On va s'amize
(2008) Même pas fatigué !!!
(2009)
Pistes de Zouglou Dance
Abou (Sagacité) Saint Valentin
Zouglou Dance (Joie de vivre) est une chanson du groupe ivoirien Magic System sortie le 4 juillet 2008. Extrait de l'album Zouglou Dance (2008) la chanson a été écrite par Rachid Mir, Christian Dessart, Rick Restanques, Iane Robbertson, Spike Shurakano, Magic System et produite par Rachid Mir, Christian Dessart. Le single se classe dans le top 3 en France et le top 20 en Belgique (Wallonie), Zouglou Dance arrive numéro un des clubs en juillet 2008. La version officielle est le remix du DJ français Junior Caldera, remix inspiré de la chanson Right on Time du groupe electro-ragga belge Syndicate of L.A.W.

## Clip vidéo
Le clip sort le 23 juin 2010 sur le site de partage YouTube sur le compte officiel du label EMI. D'une durée de 3 minutes et 3 secondes, la vidéo a été visionnée plus de 12 millions de fois

## Liste des pistes
CD-Single EMI
1. Zouglou Dance - Joie de vivre (Junior Caldera Radio Edit) - 3:03
2. Zouglou Dance - Joie de vivre (Junior Caldera Club Remix) -	5:22

## Performance dans les hit-parades
| Classement (2008)                       | Meilleure position |
| --------------------------------------- | ------------------ |
| Suisse (Schweizer Hitparade)            | 66                 |
| Belgique (Wallonie Ultratop 50 Singles) | 18                 |
| France (SNEP)                           | 2                  |
| France (Club 40)                        | 1                  |

| Classement annuel (2008) | Position |
| ------------------------ | -------- |
| France (Club 40)         | 3        |